# Riđica
Riđica (cyr. Риђица) – wieś w Serbii, w Wojwodinie, w okręgu zachodniobackim, w mieście Sombor. W 2011 roku liczyła 2011 mieszkańców.